# Premi Nacional d'Investigació Leonardo Torres Quevedo
El Premi Nacional d'Investigació Leonardo Torres Quevedo és un premi d'enginyeria convocat pel Ministeri d'Educació i Ciència d'Espanya.
El premi es va instaurar en 1983 i pertany juntament amb altres nou premis als Premis Nacionals d'Investigació. Es convoca cada dos anys i en 1991 i 1993 no es va convocar. La dotació puja a 100.000 €.
L'objectiu de tots aquests premis és el reconeixement dels mèrits de les científics o investigadors espanyols que realitzen «una gran labor destacada en camps científics de rellevància internacional, i que contribueixin a l'avanç de la ciència, al millor coneixement de l'home i la seva convivència, a la transferència de tecnologia i al progrés de la Humanitat».

## Premiats
| Any  | Investigador                               | Treball |
| ---- | ------------------------------------------ | --- |
| 1983 | José García Santesmases                    | |
| 1985 | Enrique Costa Novella                      | |
| 1987 | Antonio Luque López i Eduardo Primo Yúfera | |
| 1989 | Enrique Sánchez-Monge y Parellada          | |
| 1995 | Avelino Corma Canós                        | |
| 1997 | José Luis Huertas Díaz                     | |
| 1999 | Manuel Elices Calafat                      | |
| 2002 | Enrique Alarcón Álvarez                    | mètode numèric dels elements de contorn, càlcul dinàmic i sísmic d'estructures |
| 2004 | José Domínguez Abascal                     | mecànica de la fractura. |
| 2006 | Mateo Valero Cortés                        | enginyeria de l'arquitectura dels ordinadors a través d'aportacions fonamentals en el camp dels computadors vectorials, servint de base al processador vectorial per supercomputación SX1 |
| 2008 | María Vallet Regí                          | contribucions singulars en el camp dels biomaterials ceràmics i altres biomaterials per a la seva aplicació en traumatologia, odontologia i enginyeria tissular                           |
| 2010 | Enrique Castillo Ron                       | contribució als camps de l'estadística de valors extrems i de la fiabilitat |
| 2014 | José María Benlloch Baviera                | Per les seves rellevants contribucions a l'aplicació de la imatge molecular en biomedicina                                                                                                |